# 甘薯峰
甘薯峰又名甘藷山、中央南山，位於臺灣臺中市和平區平等里與花蓮縣秀林鄉富世村之間，太魯閣國家公園西部，為台灣知名山峰，也是台灣百岳之一，排名第81。甘薯峰高達3,158公尺，屬於中央山脈，甘薯峰北接中央尖山，南連無明山等山。